# Willow River (Kettle River)
Der Willow River ist einer von drei Flüssen dieses Namens im Osten von Minnesota in den Vereinigten Staaten von Amerika.
Er ist ein kurzer Nebenfluss des Kettle River. Über den Kettle und den St. Croix River ist er Teil des Einzugsgebiets des Mississippi River.
Der Willow River fließt auf seinem ganzen Lauf im Pine County. Er entspringt im Nemadji State Forest in Nickerson Township und fließt im Allgemeinen westlich durch Kerrick, Windemere, Norman and Kettle River Townships, durch Duquette. In Windemere Township mündet der Little Willow River, der bei Kerrick entspringt. Er fließt weiter durch Bruno and Norman Townships.
Der Willow River mündet bei der Stadt Willow River in den Kettle River.